# Mirosternus hypocoelus
Mirosternus hypocoelus är en skalbaggsart som beskrevs av Perkins 1910. Mirosternus hypocoelus ingår i släktet Mirosternus och familjen trägnagare. Inga underarter finns listade i Catalogue of Life.